# Ancient (hudební skupina)
Ancient (v překladu z angličtiny starodávný, pradávný) je norská black metalová hudební skupina založená v roce 1992 v Bergenu původně jako sóloprojekt Magnuse "Aphazela" Garvika. Krátce poté se k němu přidal vokalista a bubeník Henrik "Grimm" Endresen, společně natočili roku 1993 demo Eerily Howling Winds, které zaujalo francouzské vydavatelství Listenable Records, u něhož vychází o rok později debutní studiové album Svartalvheim. Po vydání EP Trolltaar (1995) Endresen Ancient opouští a Garvik se stěhuje do Spojených států amerických, kde dává dohromady novou sestavu.
Z hudebního hlediska se Ancient prezentuje melodickým black metalem. Jakožto kapela, která byla součástí norské blackmetalové scény raných 90. let 20. století, produkovala v počátcích kariéry syrovější black.

## Logo
Původní logo Ancient užívané do roku 1994 mělo písmeno A stylizováno do pentagramu (resp. elfího kříže – Alfkors, ochrana před zlými elfy) a písmeno T do obráceného kříže. V písmenu C byla vyobrazena hořící svíce. Toto logo se objevuje i na kompilaci Eerily Howling Winds z roku 2022.
Od prvního alba Svartalvheim (včetně) se logo kompletně změnilo. Název ANCIENT je napsán velkými písmeny, přičemž krajní A a T jsou ještě o něco větší a zároveň mají ocásky, které se pod textem kříží. Zpoza písmene A vystupuje elf s holí a vedle písmena T tančí lesní víla. Mezi ostatními písmeny se skrývají další drobné postavy. Mytologický motiv podtrhuje Měsíc v úplňku částečně skrytý za mraky nad písmeny C, I a E a dřeviny symbolizující přírodu či les.

Na některých albech se objevuje i zjednodušená verze tohoto loga bez kreseb postav, stromů a Měsíce, konkrétně na kompilaci Det glemte riket (1999) a na deskách Night Visit (2004) a Back to the Land of the Dead (2016).

## Diskografie
Dema
- Eerily Howling Winds (1993)

Studiová alba
- Svartalvheim (1994)
- The Cainian Chronicle (1996)
- Mad Grandiose Bloodfiends (1997)
- The Halls of Eternity (1999)[1]
- Proxima Centauri (2001)
- Night Visit (2004)
- Back to the Land of the Dead (2016)

EP
- Trolltaar (1995)
- God Loves the Dead (2001)

Singly
- Det glemte riket (1994) – 7" vinyl obsahující 2 skladby: Det glemte riket a Huldradans

Kompilační alba
- Det glemte riket (1999)
- Eerily Howling Winds – The Antediluvian Tapes (2005)
- Eerily Howling Winds (2022) – průřez ranou tvorbou kapely

Various Artists kompilace
- True Kings of Norway (2000) – VA kompilační CD sestavené ze singlů/EP pěti norských kapel: Emperor, Immortal, Dimmu Borgir, Ancient a Arcturus